# Experimental and Toxicologic Pathology
Experimental and Toxicologic Pathology, abgekürzt Exp. Toxicol. Pathol., war eine wissenschaftliche Fachzeitschrift, die bis Ende 2017 vom Elsevier-Verlag veröffentlicht wurde. Die Zeitschrift wurde 1967 unter dem Namen Experimentelle Pathologie gegründet. Im Jahr 1981 wurde der Name in Experimental Pathology geändert und seit 1992 erscheint sie unter dem Namen Experimental and Toxicologic Pathology. Zuletzt erschien die Zeitschrift mit sechs Ausgaben im Jahr. Es wurden Arbeiten aus dem Bereich der Toxikologie veröffentlicht, wobei der Aufklärung der Pathogenese von toxikologischen Einflüssen besondere Aufmerksamkeit entgegengebracht wurde.
Der Impact Factor der Zeitschrift lag im Jahr 2017 bei 2,023.